# Monte Sibayak
El monte Sibayak (en indonesio: gunung Sibayak) es un estratovolcán situado al norte de Sumatra (Indonesia), sobre la localidad de Berastagi. Pertenece al Arco de Sonda. La última erupción fue en 1881, a pesar de lo cual su actividad queda demostrada en fumarolas y aguas termales. En su cima tiene un pequeño lago de cráter.
Es una atracción turística debido a su fácil escalada.